# Соната для фортепиано № 18 (Бетховен)
Соната для фортепиано № 18 ми-бемоль мажор, op. 31 № 3 была написана Бетховеном в 1802 году, вместе с сонатами № 16 и № 17. Это последняя соната Бетховена, в которой в качестве одной из частей использован менуэт, и вообще последняя (за исключением сонат № 28 и 29), содержащая больше трёх частей. Произведение получило прозвище «Охота» из-за сходства одной из его тем со звучанием сигнального рожка.
В сонате четыре части:
1. Allegro
2. Scherzo: Allegretto vivace
3. Menuetto: Moderato e grazioso
4. Presto con fuoco